# Alki Point Light
Alki Point Light je maják na mysu Alki Point, na jižním konci seattleského Elliottova zálivu. Poprvé byl na místo umístěn provizorní maják už roku 1887, kdy Správa majáků Spojených států uznala potřebu majáku na mysu a postavila tam dřevěnou tyč s lucernou na vrchu. O několik let později se správa rozhodla maják vylepšit a přidat k němu mlhovou signalizaci. Nynější betonová stavba majáku s 11metrovou osmiúhelníkovou věží byla postavena roku 1913. V 60. letech minulého století pak původní Fresnelovu čočku nahradilo modernější optické vybavení. Nyní jej Pobřežní stráž Spojených států amerických eviduje jako číslo 16915.